# مدیر ارشد کسب و کار
مدیر ارشد کسب و کار (به انگلیسی: Chief business officer) (مخفف شده به صورت CBO) بالاترین موقعیت عامل اجرایی شرکت‌های بازرگانی در حال رشد یا یک مؤسسه دانشگاهی/تحقیقاتی (مانند دانشگاه، کالج، مؤسسه، یا بیمارستان آموزشی) است.